# Criticón
Criticón war ein vierteljährlich erscheinendes, anfänglich rechtskonservatives und später rechtslibertäres deutsches Abonnentenmagazin, das ab 1970 von Caspar von Schrenck-Notzing herausgegeben wurde. Die Zeitschrift wurde zuletzt in Bonn verlegt. Criticón verstand sich als anspruchsvolles Theorieorgan, das sein Publikum bei rechtskonservativen Bildungseliten fand. Sein Erscheinen trug wesentlich zur Entstehung der Neuen Rechten in Deutschland bei.
2005 wurde die Zeitschrift in Neue Nachricht umbenannt. Ab 2007 war die Zeitschrift, mit veränderter inhaltlicher Ausrichtung, noch zeitweise als Online-Plattform zugänglich.

## Geschichte
Die Zeitschrift wurde 1970 von Caspar von Schrenck-Notzing als Gegenstimme zur 68er-Kulturrevolution gegründet und verstand sich als Sprachrohr der intellektuellen Rechten. Der Gründer und langjährige Herausgeber war gleichzeitig presserechtlich Verantwortlicher. Wesentlichen Einfluss auf Inhalt und Gestaltung hatte Armin Mohler.
Der Name leitet sich ab von einem gleichnamigen Roman des spanischen Jesuiten Gracián. Der Protagonist des Buches, Critilo, diente als Namensgeber für Schrenck-Notzings Pseudonym. 1980 fusionierte sie mit der protestantisch-konservativen Zeitschrift Konservativ heute, die von Klaus Motschmann als Presseorgan der Frankfurter Tafelrunde herausgegeben wurde, und trug diese Bezeichnung seitdem als Untertitel. Motschmann wurde wie auch Hanns Klatz ständiger redaktioneller Mitarbeiter. Ab 1987 wurde Criticón im Zeitschriftenhandel vertrieben.
Anfang 1998 übernahm Gunnar Sohn (ehemals Bund freier Bürger) die Zeitschrift als neuer Herausgeber. Neuer Chefredakteur wurde der Bonner Politikwissenschaftler Ansgar Lange. Beide wandelten Criticón hin zu einem Blatt für wirtschaftsorientierten Liberalismus und Unternehmensthemen. Aufgrund der neuen Ausrichtung und der daraus resultierenden Zielgruppe wurde die Zeitschrift im Jahr 2005 in Neue Nachricht umbenannt. Auf Seite 12 der Erstausgabe betonen die Herausgeber, die „publizistische Linie des Blattes ordoliberal geschärft“ zu haben. Die Printausgabe stellte 2007 mit Heft 4 das Erscheinen ein.

## Organisation
Die seit 1994 vierteljährlich, vorher zweimonatlich erscheinende Zeitschrift, bestehend aus etwa 50 Seiten im DIN-A4 Format, wurde von der SPS-Verlagsservice GmbH beziehungsweise dem pan-Verlagsservice im Zeitschrifthandel sowie im Abonnement vertrieben. Um die Anzeigenabwicklung kümmerte sich Regina von Schrenck-Notzing, die Ehefrau des Gründers. Die Auflage lag 1993 bei etwa 8.000 Exemplaren pro Ausgabe.

## Politische Verortung und Kritik
Die rechtskonservative Zeitschrift, die sich nach der Übernahme durch Sohn als libertär-konservativ verstand, plädierte vor der Hinwendung zum Libertarismus für den homogenen Nationalstaat, erstrebte, dem konservativen Staatstheoretiker Carl Schmitt folgend, eine politische Homogenisierung der Gesellschaft und lieferte theoretisches Rüstzeug für einen Law-and-Order-Staat. Auch in anderen Punkten wie der Rückbesinnung auf die Nation und der Kritik an der Zuwanderung folgte sie weitestgehend den Theoretikern der Konservativen Revolution und der Neuen Rechten.
Vor allem in den 1970er und 1980er Jahren diente das Blatt laut Kritikern als Forum und Berührungspunkt zwischen Neokonservatismus und Rechtsextremismus. Dabei nahm das Organ zuweilen vorsichtig parteipolitisch Stellung, so 1989 für Die Republikaner, 1992 für die Deutsche Soziale Union und 1994 für den Bund freier Bürger.
Ab 1996 wurde die Ausrichtung wirtschaftsliberal.
Trotz der stets geringen Auflage galt Criticón als wichtiges Leitmedium. Unter anderem im Historikerstreit bezogen dort konservative Autoren, darunter auch Ernst Nolte selbst, Stellung. Damit kam der Zeitschrift in diesem akademischen Streit die rechte Gegenrolle zur liberalen Wochenzeitung Die Zeit zu. Bekannt ist Criticón für die Autorenportraits. Nach der Übernahme durch Gunnar Sohn wurde der Untertitel Magazin für Mittelstand, Marktwirtschaft und Freiheit hinzugefügt. Das Blatt widmete sich fortan verstärkt wirtschaftspolitischen Themen.

## Bekannte Autoren
Zu den Autoren, die im Laufe der Jahre für Criticón geschrieben haben, gehören
- Manfred Abelein (1930–2008), deutscher Politiker (CDU)
- Hartmuth Becker (1966–2018), deutscher Ökonom und Politikwissenschaftler
- Alain de Benoist (* 1943), französischer Publizist, gilt als maßgeblicher Vordenker der Neuen Rechten[1]
- Günther Deschner (1941–2023), deutscher Journalist, Historiker, Publizist und Dokumentarfilmer
- Hellmut Diwald (1924–1993), deutscher Historiker und Publizist, gehörte zu den bekanntesten Vertretern der Neuen Rechten
- Henning Eichberg (1942–2017), Kultursoziologe und gesellschaftskritischer Publizist
- Alexander Evertz (1906–2001), Vorsitzender der Evangelische Notgemeinschaft in Deutschland 1966–1982, Autor auch in Konservativ heute, Deutschland Magazin, Mut
- Alexander Gauland (* 1941), deutscher Herausgeber, Publizist und Politiker (AfD, seinerzeit CDU)
- Uwe Greve[1] (1940–2005), deutscher Politiker (CDU)
- Lothar Groppe (1927–2019), Jesuit und Militärpfarrer a. D.[1]
- Hans-Hermann Hoppe (* 1949), Volkswirt und Vertreter des Anarchokapitalismus
- Klaus Hornung (1927–2017), deutscher Politikwissenschaftler
- Hans Graf Huyn (1930–2011), deutscher Politiker (CSU) und Publizist
- Albrecht Jebens (* 1946), 1982–1997 Geschäftsführer des Studienzentrums Weikersheim[1]
- Gerd-Klaus Kaltenbrunner (1939–2011), österreichischer Schriftsteller, Privatgelehrter und Philosoph[1]
- Hanns Klatz (1914–2009), bedeutendes Mitglied der Deutschen Gildenschaft
- Hans-Helmuth Knütter (* 1934), deutscher Politikwissenschaftler und Extremismusforscher
- Günther Krauss (1911–1989), deutscher Rechtswissenschaftler
- Erik von Kuehnelt-Leddihn (1909–1999), österreichischer Publizist[1]
- André F. Lichtschlag (* 1968), Publizist
- Gerhard Löwenthal (1922–2002), deutscher Journalist[1]
- Heinrich Lummer (1932–2019), deutscher Politiker (CDU)[1]
- Gregor Manousakis (1935–2007), deutscher Journalist
- Armin Mohler (1920–2003), Schweizer Publizist, Schriftsteller und Journalist, bekannt durch seine Arbeit über die „Konservative Revolution“[1]
- Dietrich Murswiek (* 1948), deutscher Rechtsprofessor[5]
- Reinhold Oberlercher (* 1943), rechtsextremer Aktivist[1]
- Michael Paulwitz (* 1965), deutscher Historiker und Journalist; Schriftleiter der Burschenschaftlichen Blätter
- Günter Rohrmoser (1927–2008), deutscher Sozialphilosoph[1]
- Hans-Dietrich Sander (1928–2017), deutscher Publizist, politisch der Neuen Rechten zugeordnet[1]
- Rolf Sauerzapf (1937–2023) Pastor beim Bundesgrenzschutz a. D., Mitglied des Hilfskomitees Südliches Afrika, Deutschen Seminars, Vereins für das Deutschtum im Ausland, der Paneuropa-Union und des Preußeninstituts
- Franz Schönhuber (1923–2005), Journalist, Moderator und Autor, Mitgründer und späterer Vorsitzender der Partei Die Republikaner
- Josef Schüßlburner (* 1954), Jurist und Beamter im Bundesverkehrsministerium[1]
- Mladen Schwartz (* 1947) kroatischer Schriftsteller und rechtskonservativer Politiker
- Karl Steinbuch (1917–2005), deutscher Kybernetiker, Nachrichtentechniker und Informationstheoretiker[1]
- Winfried Steffani (1927–2000), deutscher Politikwissenschaftler
- Thorsten Thaler (* 1963), stellvertretender Chefredakteur der Jungen Freiheit
- Franz Uhle-Wettler (1927–2018), Generalleutnant a. D. der Bundeswehr[1]
- Rudolf Wassermann (1925–2008), deutscher Jurist[1]
- Karlheinz Weißmann (* 1959), als Historiker und Publizist der Neuen Rechten bekannt, Mitglied der Deutschen Gildenschaft[1]